# 21717 Pang
A 21717 Pang (ideiglenes jelöléssel 1999 RO114) a Naprendszer kisbolygóövében található aszteroida. A LINEAR projekt keretében fedezték fel 1999. szeptember 9-én.